# كدمة المراقشة

تعديل مصدري - تعديل

كدمة المراقشه هي إحدى قرى عزلة جعار بمديرية خنفر التابعة لمحافظة أبين، بلغ تعداد سكانها 37 نسمة حسب تعداد اليمن لعام 2004.